# Jolo (otok)
Jolo, vulkanski otok u jugozapadnim Filipinima. Nalazi se u otočju Sulu, između Mindanaa i Bornea. Približno ima 300 000 stanovnika. Jolo je također grad smješten na otoku, glavni pokrajine Sulu. Trećina stanovništva živi u općini Jolo. Otok se prostire na 869 km2.
Na otoku su u veljači 2005. izbili sukobi između 5,000 Filipinaca i 800 islamista iz skupine Abu Sajaf, koji su se borili uz pristaše Nur Misuarija. 12 000 ljudi je bilo izbjeglo zbog borbi.
Na otoku je mnoštvo vulkanskih stožaca i kratera, uključujući aktivni vulkanski stožac Bud Dajo.